# Temnostoma taiwanum
Temnostoma taiwanum är en tvåvingeart som beskrevs av Tokuichi Shiraki 1930. Temnostoma taiwanum ingår i släktet tigerblomflugor, och familjen blomflugor. Inga underarter finns listade i Catalogue of Life.